# Donald Michie
Donald Michie, britanski genetik, računalnikar in akademik, * 11. november 1923, Jangon, Mjanmar, † 7. julij 2007.
Znanstveno kariero je začel kot genetik, znan pa je bil predvsem po svojem kasnejšem delu na področju umetne inteligence, kjer velja za enega od pionirjev.
Michie je deloval kot zaslužni profesor za umetno inteligenco Univerze v Edinburgu in bil dopisni član Slovenske akademije znanosti in umetnosti (od 5. maja 2005) in častni član  Instituta »Jožef Stefan«